# دالي جونز (لاعب كرة قدم أمريكية)
دالي جونز (بالإنجليزية: Dale Jones)‏ هو لاعب كرة قدم أمريكية أمريكي، ولد في 8 مارس 1963 في كليفلاند في الولايات المتحدة.

## وصلات خارجية
- دالي جونز على موقع مرجع كرة القدم المحترفة.كوم (الإنجليزية)